# Fantomvégtag
A fantomvégtag egy olyan komplex érzékleti és perceptuális jelenség, amely során az egyén úgy éli meg, mintha az amputált vagy más okból hiányzó végtagja továbbra is a testének részét képezné, és gyakran úgy érzi, hogy az képes mozogni a többi testrésszel összhangban. A fantomvégtag egyik leginkább megdöbbentő jellemzője a jelenséget átélő személy számára annak hihetetlenül valóságos érzete. Rendkívül gyakran tapasztalt jelenség végtagamputációt követően, vagy abban az esetben, ha az érintett végtagot beidegző ideggyökereket valamilyen sérülés vagy betegség következtében roncsolódás éri. Felmérések szerint az amputáción átesett személyek körülbelül 60-80 százaléka számol be valamilyen fantomvégtag érzéséről, amely gyakran, de nem kizárólag, fantomfájdalomként manifesztálódik.

## Általános leírás
A fantomvégtag-jelenségek tudományos vizsgálata új és összetett elméletek kialakulásához vezetett. Az egyik meghatározó elmélet szerint (Ronald Melzack neuromatrix-elmélete) egy genetikailag meghatározott, kiterjedt idegi hálózattal – az úgynevezett neuromatrixszal – születünk, amely az alapját képezi az úgynevezett „testtudatnak”, és amelyet az élettapasztalatok folyamatosan formálnak és módosítanak. A neuromatrix egy jellegzetes idegi aktivitásmintázatot (neuroszignatúrát) generál, amely reprezentálja a testet és annak állapotait, hozzájárulva a testkép kialakulásához és fenntartásához. Az amputált személyek mintegy 50-80 százaléka tapasztal különböző fantomérzeteket az eltávolított végtag helyén, melyek közül a fantomfájdalom a leggyakoribb és leginkább zavaró. Hasonló fantomérzetek előfordulhatnak nemcsak végtagok, hanem más testrészek, például emlő eltávolítása (fantomemlő-szindróma), foghúzás (fantom fogfájás), vagy akár szem enukleációja (fantomszem-szindróma) után is. Néha a fájdalom intenzitását befolyásolhatják pszichés tényezők, mint a stressz, aggodalom, depresszió, valamint környezeti hatások, például időjárás-változások (barometrikus nyomás ingadozása) is. A fantomvégtag-fájdalom jellege általában időszakos, fluktuáló intenzitással, de egyes esetekben krónikussá és állandóvá válhat. A jelenséget nemcsak amputáltak, hanem veleszületett végtaghiánnyal élők (aplázia, agenézis) vagy akár olyan személyek is tapasztalhatják, akiknek végtagja megbénult, de érzőidegi összeköttetései részben megmaradtak. Az érzetek minősége széles skálán mozoghat: gyakran égő, szúró, görcsös, zsibbadó, szorító vagy más, nehezen körülírható, bizarr érzésként írják le, és néhány egyén számára a fájdalom rendkívül kínzó és az életminőséget súlyosan rontó lehet. A fájdalom mellett előfordulhat hideg-, meleg-, viszketés-, nyomás- vagy bizsergésérzet (paresztézia) is a fantomvégtagban. Fontos kiemelni, hogy nem minden fantomvégtag érzet jár fájdalommal; a páciensek gyakran arról számolnak be, hogy érzik, amint fantomvégtagjuk gesztikulál, viszket (és ösztönösen megpróbálják megvakarni), görcsbe rándul, vagy akár öntudatlanul is megkísérelnek vele tárgyakat megfogni. Egyesek arról is beszámolnak, hogy fantomvégtagjukkal képesek a beszédüket kísérő gesztusokat végrehajtani, vagy érzik annak pontos helyzetét a térben (propriocepció). Míg egyesek úgy élik meg, hogy fantomvégtagjuk teljes mértékben integrálódott a testképükbe és akaratlagosan mozgatható, addig mások arról számolnak be, hogy a végtag „önálló életre kel”, és akaratuktól független, néha kényelmetlen vagy fájdalmas pozíciókat vesz fel (pl. fantomkéz ökölbe szorulása), vagy nem engedelmeskedik mozgási szándékaiknak.

### Példa
„John elé tettem egy kávéscsészét, és megkértem őt, hogy ragadja meg [a fantomvégtagjával]. Amikor azt mondta, hogy sikerült megfognia, akkor megrántottam a csészét.

- Áú! - ordított. Ne csináld!

- Mi a baj?

- Ne csináld! - ismételte. Éppen fogtam az ujjaimmal a csészét, amikor húztad. Nagyon fájt!

Mondtam neki, hogy tartsa meg egy percre a csészét. A képzeletbeli ujjai közül kirántottam a csészét és John elordította magát! Az ujjak illuzórikusak voltak, de a fájdalom igazi volt - valóban, annyira élénken, hogy nem mertem megismételni a kísérletet.”
Korábban széles körben elterjedt volt az a nézet, hogy veleszületett végtaghiánnyal élők, illetve azok, akik nagyon fiatal korban (különösen a kritikus idegrendszeri fejlődési periódusok előtt) esnek át amputáción, nem tapasztalnak fantomvégtag-érzeteket. Ezt a feltételezést azonban több kutatás is megcáfolta, kimutatva, hogy a fantomvégtag-élmény kialakulása összetettebb folyamat. Egy korábbi, Melzack és munkatársai által végzett tanulmányban 125 végtaghiányos személy adatait elemezve 41 esetben dokumentáltak fantomérzeteket; közülük 15-en veleszületett végtaghiánnyal éltek, 26 főt pedig fiatalkorában amputáltak. Más kutatók, mint például K. L. Simmel, szintén a tévhit ellenkezőjét támasztották alá, esettanulmányokkal és kisebb mintákon végzett vizsgálatokkal igazolva a fantomvégtagok jelenlétét amputált és veleszületett végtaghiányos személyek körében egyaránt. Egy esettanulmány szerint egy lány, akinek hatéves korában amputálták a lábát egy veleszületett deformitás miatt, 16 évesen még mindig élénk fantomláb- és fantomlábujj-érzetekről számolt be. Ez a fantomvégtag érzetében megegyezett az eredetileg veleszületetten deformált, majd később amputált lábának észlelt alakjával és pozíciójával. Saadah és munkatársai esettanulmányai azt illusztrálják, hogy ezek a fantomérzetek akár felnőttkorig is fennmaradhatnak és jelentős hatással lehetnek az érintettek életére, befolyásolva testképüket és mindennapi tevékenységeiket. Schelly és munkatársai kutatásai rávilágítottak arra, hogy míg a csonkfájdalom és a csonkban jelentkező egyéb érzetek (pl. duzzanat, érzékenység) jellemzően közvetlenül az amputációt követően, különösen traumás amputációk esetén erőteljesebbek, addig a fantomfájdalom és a fantomvégtag-érzetek gyakran az amputáció hosszabb távú, perzisztáló következményei lehetnek, amelyek eltérő idegrendszeri mechanizmusokon alapulhatnak.

### Fantomvégtag az álmokban
Mulder és munkatársai (Mulder, T., Hochstenbach, J., Dijkstra, P. U., Geertzen J. H. B.) kutatásai szerint az amputált személyek többsége álmaiban továbbra is ép, teljes testképpel jelenik meg, mintha a végtagvesztés meg sem történt volna. Ezt a megfigyelést úgy értelmezték, mint a testséma (a test mentális reprezentációja) adaptációs nehézségét az új, megváltozott testi valósághoz; az agy bizonyos szinten „ragaszkodik” a korábbi, teljes testképhez. Az elvesztett végtaghoz való alkalmazkodás folyamata, illetve annak nehézségei megjelenhetnek olyan álmokban is, ahol a személy önmagát más amputáltak társaságában látja, vagy ahol az elvesztett végtaggal kapcsolatos szimbolikus tartalmak bukkannak fel, ami a feldolgozás egy lehetséges módját tükrözheti. Az álomtartalmak elemzése és megértése további kutatási irányokat jelölhet ki a fantomvégtag-jelenség komplexebb megértése és a páciensek pszichológiai támogatása érdekében, így a jövőben várhatóan nagyobb hangsúlyt kaphat ez a terület a rehabilitációs folyamatban.

## Neurológiai alap
Korábban az egyik vezető elmélet a fantomvégtag-érzeteket elsősorban a megmaradt csonkban található, sérült és irritált idegvégződések (neuromák) kóros ingerületképzésének tulajdonította. Amputáció során számos perifériás idegrost folytonossága megszakad, és ezek végei a csonkban helyezkednek el. Úgy vélték, hogy ezek az idegvégződések begyulladhatnak, neuroma képződhet rajtuk, és spontán vagy mechanikai ingerekre (pl. nyomás, hideg) kóros elektromos kisüléseket generálhatnak, amelyeket az agy pedig fájdalomként vagy egyéb, gyakran kellemetlen érzetként értelmez. Az ezen elméleten alapuló, kizárólag a perifériás idegrendszerre fókuszáló kezelési próbálkozások (pl. neuroma sebészi eltávolítása, további csonk-rövidítés, helyi érzéstelenítő injekciók) gyakran korlátozott sikerrel jártak vagy teljesen hatástalanok maradtak a fantomfájdalom hosszú távú csökkentésében. Súlyos, egyéb kezelésre nem reagáló esetekben előfordult, hogy sebészi úton további csonk-rövidítést végeztek, abban a reményben, hogy a feltételezett irritált idegvégződések eltávolításával enyhíthető a kínzó fantomérzet. Azonban ezek a beavatkozások nemritkán a fantomfájdalom súlyosbodásához vezettek, vagy legjobb esetben is csak átmeneti enyhülést hoztak, rámutatva a központi idegrendszeri mechanizmusok fontosságára.
V. S. Ramachandran és más kutatók munkássága új megvilágításba helyezte a jelenséget, rámutatva arra, hogy az elveszett végtag érzete nem csupán a perifériás idegekből ered, hanem döntően központi idegrendszeri átszerveződésekkel, különösen az agykéreg plaszticitásával (maladaptív plaszticitás) van összefüggésben. Megfigyelései szerint a fantomérzetek gyakran nem egyszerűen „megszűnnek”, hanem akár más testrészekre is „áthelyeződhetnek”, vagy azok ingerlése válthatja ki őket. Példaként említhető, hogy a kéz agykérgi érző reprezentációja a szomatoszenzoros kéregben (a Penfield-féle homunculus ábrázolás szerint) az arc területével szomszédos. Amputáció után az arc bőrének (vagy a csonk egyes területeinek) ingerlése kiválthat érintésérzetet a fantomkézen, ami arra utal, hogy az arc területéről érkező szenzoros információ „betör” a kéz korábbi, deafferentálódott (szenzoros bemenetétől megfosztott) agykérgi területére. Ez a jelenség, az úgynevezett kortikális reorganizáció, azt demonstrálja, hogy ha egy agyterület elveszíti szokásos bemeneti információforrását, a szomszédos agykérgi területekről érkező ingerületek képesek azt részben „elfoglalni” és aktiválni. Mindez az idegsejtek kapcsolódásainak és az agykéregnek a jelentős plaszticitására, azaz a tapasztalatok és sérülések hatására bekövetkező strukturális és funkcionális alkalmazkodóképességére utal, amely azonban nem mindig adaptív, és hozzájárulhat a krónikus fájdalom, így a fantomfájdalom kialakulásához és fennmaradásához is.

## Kezelése
A fantomvégtag-fájdalom kezelése komplex és kihívást jelentő feladat, amely gyakran multimodális, egyénre szabott megközelítést igényel. Bizonyos esetekben gyógyszeres terápiát alkalmaznak, amely magában foglalhat különböző hatásmechanizmusú szereket, mint például triciklikus antidepresszánsokat (pl. amitriptilin), antikonvulzívumokat (epilepsziaellenes szereket, pl. gabapentin, pregabalin), opioidokat (erős fájdalomcsillapítókat), NMDA-receptor antagonistákat (pl. ketamin), vagy helyileg alkalmazható készítményeket (pl. kapszaicin krém). Ezen gyógyszerek hatékonysága azonban egyénenként jelentősen változó, és mellékhatásaik is korlátozhatják alkalmazásukat. Invazívabb eljárások, mint például a gerincvelő-stimuláció (SCS), a perifériás idegstimuláció, vagy ritkábban a mélyagyi stimuláció (DBS) is szóba jöhetnek súlyos, egyéb terápiákra nem reagáló, krónikus fantomfájdalom esetén.
Kiegészítő és nem-gyógyszeres terápiaként széles körben alkalmazzák a transzkután elektromos idegstimulációt (TENS), a vibrációs terápiát, az akupunktúrát, a csonk megfelelő gondozását és masszázsát, a hipnózist és a biofeedback technikákat. Ezen módszerek hatékonysága változó, és gyakran a gyógyszeres vagy egyéb kezelésekkel kombinálva hozhatnak érdemi enyhülést; ritkán jelentenek önmagukban teljes és tartós megoldást, de javíthatják az életminőséget. A figyelemelterelő technikák, a relaxációs gyakorlatok és a kognitív viselkedésterápia (CBT) szintén fontos szerepet játszhatnak a fájdalommal való megküzdésben, a fájdalommal kapcsolatos katasztrofizáló gondolatok csökkentésében és az általános pszichés jóllét javításában.
Egy különösen innovatív és viszonylag egyszerű, non-invazív kezelési módszer a tükörterápia (mirror box therapy), amelyet Vilayanur S. Ramachandran és munkatársai fejlesztettek ki az 1990-es évek közepén. A tükördoboz egy egyszerű eszköz, amely egy függőlegesen elhelyezett tükröt tartalmaz, és vizuális illúziót kelt: a páciens az ép végtagjának tükörképét látja ott, ahol a fantomvégtagnak kellene lennie. Ezáltal a páciens „láthatja” és az ép végtag mozgatásával szinkronban „mozgathatja” a fantomvégtagját, ami lehetőséget ad arra, hogy a fájdalmas, görcsös pozícióból vizuálisan „kimozdítsa” azt, és enyhítse a kellemetlen érzeteket. A módszer lényege, hogy a test középvonalába függőlegesen elhelyezett tükör az ép végtag mozgásait tükrözi, így a páciens azt a vizuális visszacsatolást kapja, mintha az amputált végtagja mozogna szimmetrikusan. Ez a vizuális-motoros összhang, a látott mozgás és a szándékolt mozgás közötti kongruencia gyakran segít a fantomvégtagban érzett mozgásérzet helyreállításában és a szenzoros-motoros konfliktusok feloldásában. Ez a vizuális visszacsatolás sok esetben elegendőnek bizonyul a fantomfájdalom, különösen a görcsös, kényszertartásból eredő fájdalmak enyhítésére. Például, ha a páciens úgy érzi, hogy fantomkeze fájdalmasan ökölbe szorul, az ép kezének tudatos, tükör előtt végzett kinyitása és ellazítása – miközben a tükörképet figyeli – segíthet a fantomkéz „ellazításában” és a fájdalom csökkentésében. A tükörterápia hatásmechanizmusa valószínűleg az agykérgi plaszticitás modulálásán és a vizuális információ motoros rendszerre gyakorolt befolyásán alapul.